# Gregorio Ronca
Gregorio Ronca (Solofra, 14 dicembre 1859 – Napoli, 18 agosto 1911) è stato un ammiraglio, scienziato e inventore italiano.

## Biografia
Nacque a Solofra, in Irpinia nel Regno delle Due Sicilie, il 14 dicembre 1859 come primogenito di quattro figli dell'ingegnere Luigi Ronca e di Giulia Cacciatori; seguirono Virginia, Maria e Alessandro. La famiglia Ronca era tra le più illustri di Solofra e annoverava numerosi giureconsulti e notai tra cui anche diversi sindaci. All'età di nove anni rimase orfano di madre e fu educato prevalentemente dalla nonna paterna Luisa Basile de Luna, cugina del rivoluzionario Carlo Pisacane, il principale ideatore e capo della fallimentare spedizione di Sapri, che lasciò un'importante impronta nell'educazione del giovane Gregorio.
Appena quindicenne, decise di arruolarsi nella Regia Marina del Regno d'Italia e nel 1874 entrò presso la Regia Scuola di Marina di Napoli, uscendone nel 1879 col grado di guardiamarina; anche il fratello minore Alessandro si arruolò ma nel Regio Esercito, comandando il 16º Reggimento dei Bersaglieri e giungendo al grado di generale di brigata nel 1931. Fu imbarcato inizialmente sulla pirocorvetta Caracciolo, sulla quale, al comando del capitano Carlo De Amezaga, partecipò al viaggio di circumnavigazione del globo del 1881 partendo da Pozzuoli il 30 novembre 1881 e facendo ritorno a Venezia nel settembre 1884; durante questo viaggio raccolse un'importante collezione di reperti archeologici, minerali, piante e animali esotici donati a vari musei italiani e, per quanto riguarda la porzione zoologica, al Museo dell'Università degli Studi di Roma "La Sapienza".

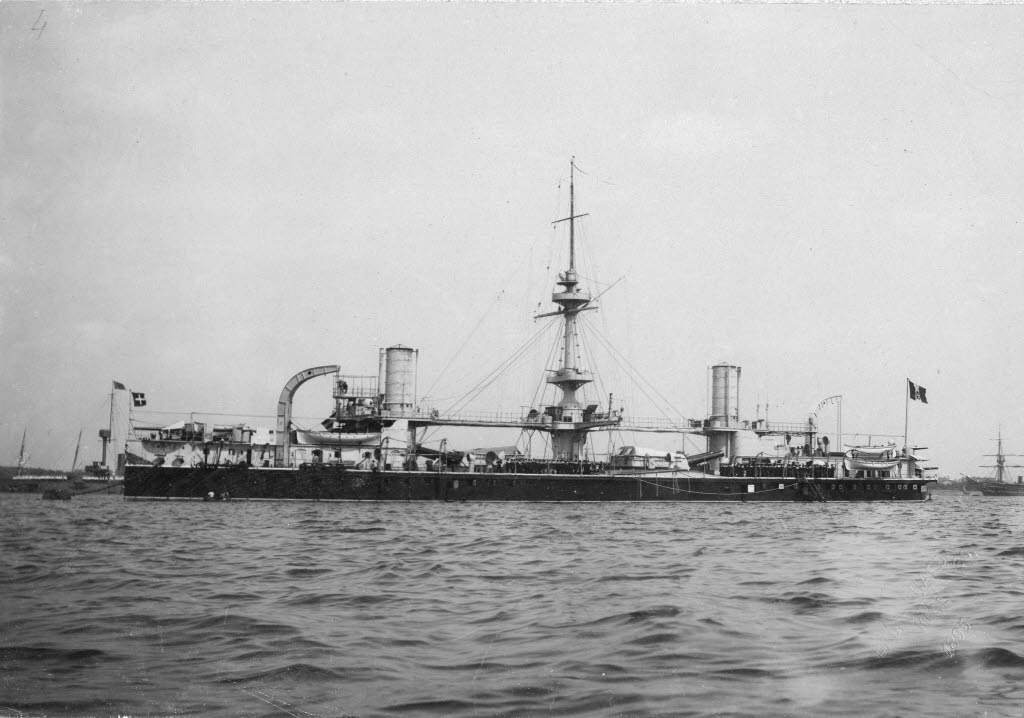
Corazzata Ruggiero di Lauria

Sbarcato dalla Caracciolo, fu destinato alla Scuola cannonieri di La Spezia, imbarcandosi sulla Cavour, sulla Palestro e infine sulla corazzata Ruggiero di Lauria. Appassionato di artiglieria e balistica, si dedicò agli studi sulle armi subacquee e sull'elettricità applicata; sulla Ruggiero di Lauria, appositamente predisposta per esperimenti, sviluppò il proiettore di scoperta manovrabile a distanza, un nuovo sistema centralizzato per il puntamento dei proiettori luminosi di bordo utilizzati per i combattimenti notturni. Ronca rinunciò alla registrazione a suo nome di un brevetto, garantendone lo sfruttamento gratuito al Ministero della marina. Visti gli ottimi risultati conseguiti a La Spezia, fu destinato nel novembre 1889 alla Regia Accademia Navale di Livorno, dove insegnò artiglieria e balistica col grado di tenente di vascello; tra il 1889 e il 1901 sviluppò un nuovo metodo di compilazione delle tavole di tiro, che soppiantò quello allora in uso sviluppato da Francesco Siacci; spronato dall'ammiraglio Paolo Cottrau, realizzò inoltre un Manuale del tiro navale, teorizzando per la prima volta il cosiddetto "tiro migliorato a salve", presto adottato da numerose marine militari. Con l'aiuto del matematico Alberto Bassani creò un nuovo sistema di calcolo della traiettoria dei proiettili, migliorando la precisione.
Nell'ottobre 1901, promosso a capitano di fregata, fu assegnato come comandante in seconda dell'incrociatore Giuseppe Garibaldi, contraddistinguendosi per la sua cura alle necessità spirituali del suo equipaggio; si adoperò per la creazione della cosiddetta Preghiera del marinaio, composta da Antonio Fogazzaro su commissione del vescovo di Cremona Geremia Bonomelli (che Ronca aveva contattato tramite la marchesa Eleonora Pallavicini-Barraco, sua conoscenza durante l'insegnamento a Livorno).
Il suo primo comando giunse nel 1904 con l'assegnazione all'ariete torpediniere Dogali; gli fu dato ordine nel febbraio 1904 di condurre una crociera oceanica verso le Antille e poi verso l'America centrale, lasciandogli una discreta libertà sulla pianificazione del viaggio che, per sua iniziativa, toccò in totale 20 porti in 14 stati e colonie diversi. Compì inoltre la parziale navigazione del Rio delle Amazzoni, impresa ancora mai tentata, risalendo un fiume perlopiù sconosciuto e sprovvisto di supporti cartografici. Di questo viaggio pubblicò un resoconto sul mensile Rivista Marittima intitolato Dalle Antille alle Gujane e all'Amazzonia, e si adoperò per illustrarlo in conferenze a Roma e Milano, dove ricevette l'apprezzamento di Guglielmo Marconi. Prese poi il comando della Sardegna.
Promosso al grado di contrammiraglio per meriti eccezionali, si ricoverò in un appartamento di via Scarlatti al Vomero in preda ad un grave male, di cui tuttavia non fece parola con nessuno, e vi morì il 18 agosto 1911 per una stenosi tracheale.
Ebbe solenni funerali e fu sepolto nel cimitero di Solofra.
Successivamente, il comune di Solofra gli ha intitolato una strada e il locale istituto tecnico, mentre i comuni di Avellino e Roma gli hanno intitolato rispettivamente una strada e una piazza. La Regia Marina gli ha invece intitolato il balipedio di Viareggio.